# Dieter von Goetze
Dieter von Goetze (* 23. August 1929 in Kiel) ist ein deutscher Jazzbassist und Toningenieur.

## Leben
Von Goetze lernte Klavier und Bass, besuchte das Rundfunktechnische Institut in Nürnberg und studierte Musikwissenschaft an der Universität Frankfurt am Main, wo er schließlich beim Hessischen Rundfunk Toningenieur, später Tonmeister wurde. Daneben spielte er in Frankfurt mit eigenem Trio, mit dem er 1957 und 1960 auf dem Deutschen Amateur-Jazz-Festival in Düsseldorf auftrat, dort 1960 den Wettbewerb gewann  und 1961 von Joachim Ernst Berendt in der Fernsehsendung Jazz – gehört und gesehen vorgestellt wurde. Mit seinem Trio begleitete er auch Inge Brandenburg (Album Don't Blame Me). Er arbeitete außerdem mit Fritz Hartschuh (Autumn in Europe, 1964) Günter Kronberg und Volker Kriegel (Lost Tapes, 1967), ferner mit gastierenden amerikanischen Musiken wie Kenny Clarke, Leo Wright, Dizzy Gillespie, Eric Dolphy und Don Menza. Nach einem Aufenthalt als Rundfunk-Experte in Äthiopien (1964 bis 1966) war er vor allem  mit Joki Freund zu hören. In den 1970er Jahren spielte er weiter mit Volker Kriegel, mit Rolf Lüttgens, Gustl Mayer und der Rockjazz-Gruppe From um den Organisten Klaus Göbel (auf deren Alben er auch mitspielte). Er war auch an dem Satire-Album „Pol(h)itparade“ beteiligt. In den 1990ern spielte er auch Hotjazz mit Peter Wicherts New Orleans Connection und bei den Big Band Memories (Ltg. Klaus Pehl).
Als Toningenieur nahm er sowohl Neue Musik als auch Jazz auf und zeichnet beispielsweise für mehrere Aufnahmen von Albert Mangelsdorff verantwortlich.